# Vivante Montanari
Vivante Montanari (Reggio nell'Emilia, 9 aprile 1916 – Reggio nell'Emilia, 8 dicembre 1988) è stato un calciatore italiano, di ruolo centrocampista.

## Carriera
Cresce nel settore giovanile della Reggiana, che lo lancia in prima squadra nella stagione 1936-1937, nella quale all'età di 20 anni esordisce nel calcio professionistico giocando 16 partite in Serie C; l'anno successivo gioca 2 partite, mentre dal 1938 al 1940 gioca in Prima Divisione con la Bagnolese. Nel 1940 torna alla Reggiana: nella stagione 1940-1941 gioca 10 partite in Serie B, categoria in cui milita anche durante la stagione 1941-1942, nella quale è autore di altre 18 presenze senza reti nel secondo livello del calcio italiano. A fine anno la Reggiana retrocede in Serie C, categoria in cui nella stagione 1942-1943 Montanari contribuisce al raggiungimento del secondo posto finale in classifica con 19 presenze. Successivamente gioca 6 partite nel Campionato Alta Italia e 5 partite in Serie B nella stagione 1946-1947, l'ultima della sua carriera da calciatore.